# Creatonotos sundana
Creatonotos sundana är en fjärilsart som beskrevs av Nakamura 1976. Creatonotos sundana ingår i släktet Creatonotos och familjen björnspinnare. Inga underarter finns listade i Catalogue of Life.